# CGS ジャカードフォーマット
CGS（シージーエス）とは、1983年に西陣織工業組合と京都染織試験場が中心となり開発されたジャカード織機用紋紙データフォーマット規格。コンピューター・グラフィック・システム（「コンピュータ柄システム」という説もあり）の略。その後、フォーマットの拡張を図り、バージョン4（1992年制定）まで存在する。現在でも非常に多くの織物工場で使われているが、形式が古く現在の技術に合わないため、新たなバージョンは制定されていない。

## ジャカードのコンピュータ化
織物は経（たて）糸と緯（よこ）糸を組み合わせたものであり、特定の経糸を上げたり、下げたりして、その間に緯糸を挿入することによって織っていく。ジャカードとは、織機の上に設置し、個々の経糸を上げたり下げたりすることで複雑な柄を織る装置であり、これで織った織物がジャガード織物である。紋紙と呼ばれる厚紙に、一定の規則に従って穴を開け、その紋紙をジャガードに読ませ、選択的に経糸を上げ（それ以外の経糸は下がる）、意図した柄を織ることができる。
ジャカード織機では経糸を上げるか下げるかを、厚紙（紋紙）に穴を開けるか開けないかで表現しているわけだが、19世紀にチャールズ・バベッジが構想した一種の機械式コンピュータとされる「解析機関」はこれにほぼ類似した機構で制御することが想定されていたし、後にはコンピュータで多用されたパンチカードの着想もこの厚紙に由来するとされているように、歴史的に見てもコンピュータと縁が深いものである（ジャカード織機の紋紙データを縦方向に積み重ねると、ジャガードの針数をXサイズ、紋紙枚数をYサイズとするラスタ画像になる）。ジャカードデータ作成をコンピュータでおこなう試みは1980年代初期よりおこなわれていた。
初期には、デザインシステム（柄をコンピュータ上で作成し、紋紙データに変換するシステム）を使用して柄を作成、紋紙の穴パターンをテープまたはフロッピーに出力し、紋彫機（紋紙に穴を開ける機械）で紋紙を彫る方式がおこなわれていた（現在でも多い）。すなわち、最初に紋彫機のデジタル化がおこなわれた。
その後、電子ジャカードが出現し、紋紙を使わずに、電子的信号によって経糸の上がり下がりを制御できるようになり、多くのメカ式ジャカードが電子ジャカードに置き換えられている。この場合、上がり下がりのデータは、デザインシステムから、フロッピーやその他のメディアで出力、または、ネットワークで、直接、ジャカードに出力される。

## ダイレクトジャカードの出現
日本では、電子ジャカードの登場以前に、ダイレクトジャカード（直織装置）というものが発明された。これは、メカ式ジャカードの紋紙読み取り部分を、メカトロ装置（紋彫機から応用された）で置き換え、紋紙不要とし、その代わりにフロッピーのデータで上がり下がりを制御するものである。いわば、メカ式ジャカードと電子装置のハイブリッドとでもいうべきもので、従来の紋紙式に比べて、大幅なコスト削減、短納期化に効果があったので、多くのメカ式ジャカードに搭載されるようになった。それにともない、ダイレクトジャカードのメーカーも、佐和染織（その後倒産）、カヤバ工業はじめ、多数のメーカーが出現し、各社各様のデータ形式が使われるようになった。
そのため、バラバラのデータ形式を統一するため、西陣織工業組合と京都染織試験場が中心となってCGSフォーマットを作成した。
ダイレクトジャカードの普及にともない、CGSは日本全国の織物産地で使用されるようになり、事実上、ジャカードデータを記述するための標準フォーマットとなった。一部、韓国、台湾など、アジア地区でも使用されたり、日本製の紋彫機や経編機に装備され、アジア各国に輸出された。電子ジャカードも日本にも導入されたが、日本向けに限っては、CGSフォーマットが採用されることがほとんどだった（海外では、各メーカーが自社開発のフォーマットを使用している）。
しかし、海外では、ほぼ同時期に電子ジャカードが使用されるようになったため、ダイレクトジャカードの普及は主として日本国内にとどまった。同じく、CGSは、日本特有のフォーマットになっている。この面では、日本のジャカード織物産業はガラパゴス的な状況となっている。電子ジャカードにおいても、CGSフォーマットの技術的困難さから、最近のものはCGSには対応していない（自社フォーマット対応）。

## CGSの特徴
CGSは、本来、西陣織（完全には自動化されていない。職人の補助が必要）用であったため、本来の紋紙情報（ジャカードの上がり下がり）以外にも、織り手用のデータ（コントローラに表示される）が書き込まれている。他の多くの織物産地では、ほとんど不要なデータである。そのため、これらのデータは世界のほとんどのフォーマットには含まれておらず、他のデータからCGSに変換するときに、これらのデータの多くが欠損する。
また、西陣織では、紋紙の場合は、織りやすいように、現場で数枚の紋紙を抜き取ったり、追加したりすることがあり、それが織技術の一部となっていた。CGSもそれを可能とするデータ構造となっており、CGSユーティリティーというソフトウェアを使って編集できる。そのため、逆に、全部で紋紙何枚分のデータであるのかが、紋紙1枚分ずつ最後まで読み終わらないと確定しない。通常、紋紙枚数（上述のモノクロ画像の例ではYサイズ）は最も基本的なデータの一つであり、他のフォーマットでは、最初のヘッダーに書かれている。

## フォーマット
CGS設定当時のオフィスコンピュータで使われていた8インチのフロッピー、256バイト、26セクター、2トラック、77シリンダー（1メガバイト）の、いわゆるIBMフォーマットを採用した。その後、5インチ、3.5インチのフロッピーが出現したが、同じフォーマットを採用した（5インチ、3.5インチのフロッピーでこのフォーマットは日本以外ではほとんど存在しない）。その当時普及していた日本電気（NEC）のPC98が採用した1.2メガバイトフロッピーと物理フォーマット的に類似（360回転、アンフォーマット時1.6MB）しているため、NECパソコンでは、MS－DOS上でそれなりに読み書きできた。
データの性質上、固定長で、しかも頭から順次読めばよい、また、フロッピーを読みながら逐次実行することも想定したため、データは「べた書き」で、各レコードはシリンダーまたがりは許されない。ファイルシステムを採用していない（べた書き）こともあり、Windows機では特殊なソフトがないと（物理フォーマット的にも、論理フォーマット的にも）読めない。厳密に言えば、データはフロッピー上にしか存在し得ず、インターネットによるデータのやり取り、ハードディスクや他のメディアでのデータ保存などに困難を伴う。

## CGS2(CGSII)の制定
NEC98シリーズ生産中止後、現在のWindows機の物理フォーマットと異なり、「物理的にも」読めなくなっている。現在、Windows機では、3モード対応フロッピードライブ（主としてUSB接続）を使い、特殊なドライバーでフロッピードライブに直接アクセス（Windowsを経由しない）で読み書きしている。
そのため、西陣織工業組合と京都染織試験場が中心となって、CGSに変わるものとして、普通のファイル形式であるCGSII（CGS2）が制定されたが、フロッピーに互換性がないため、コントローラの入れ替えなどが必要であり、織物業界の構造的な不況もあって、織り現場にはそれほど浸透していない。

## 課題
フロッピードライブ、フロッピーディスクの製造中止が相次ぎ、既存のダイレクトジャガード搭載のジャカード織機をどうするかという対策が求められている。
対応策としては、CGS2対応の新しいダイレクトジャカードを入れる、または、電子ジャカードを導入するというのがオーソドックスな方法ではあるが、現下の経済情勢ではコスト的に受け入れられにくい。そのため、折衷案として、ダイレクトジャカードのコントローラーのみをCGS2対応の新コントローラーに置き換えるという対策が提案されている。この対策に対しては、故障するのは、ほとんどの場合、コントローラー以外のアクチュエーター（駆動部分）に集中するので、コントローラのみの交換は中途半端、コントローラのみ入れ替えると、ダイレクトジャカードメーカーのメンテナンスサービスが受けられなくなるなどの危惧が指摘されている。
現在では、CGS用FDDの代替装置が開発されている。ダイレクトジャカードや電子ジャカードのコントローラーに搭載されているFDDをこの装置と交換することで、CFカードをメディアとしてデータの読込が可能となる。